# زوران أميديتش
زوران أميديتش (بالصربية: Зоран Амиџић)‏; مواليد 31 مارس 1972 في جمهورية يوغوسلافيا الاشتراكية الاتحادية، هو لاعب كرة قدم بوسني سابق كان يلعب كمدافع.

## المهنية
لعب مع نادي رودار أوغليفيك في جمهورية صرب البوسنة في البوسنة والهرسك قبل أن ينتقل إلى صربيا حيث لعب مع نادي هايدوك كولا ونادي بروليتر زرنجانين في دوري الدرجة الأولى لجمهورية يوغوسلافيا الاتحادية.
انتقل إلى روسيا في عام 2001 ولعب مع نادي أرسنال تولا ونادي خيمكي في الدوري الوطني الروسي لكرة القدم حتى عام 2004، باستثناء موسم 2003 حيث أنه لعب مع نادي توبول في دوري كازاخستان الممتاز.

## المسيرة الاحترافية

### أندية لعب لها
- هايدوك كولا
- أرسنال تولا
- نادي توبول